# 226 a.C.

## Eventos
- Marco Valério Máximo Messala e Lúcio Apústio Fulão, cônsules romanos.